# Hydatophylax
Hydatophylax is een geslacht van schietmotten uit de familie van de Limnephilidae. Het geslacht werd voor het eerst wetenschappelijk beschreven door Wallengren in 1891.

## Soorten
Het genus bevat de volgende soorten:

- Hydatophylax argus (T.W. Harris, 1869)
- Hydatophylax festivus (L. Navás, 1920)
- Hydatophylax formosus F. Schmid, 1965
- Hydatophylax grammicus (R. McLachlan, 1880)
- Hydatophylax hesperus (N. Banks, 1914)
- Hydatophylax infumatus (McLachlan, 1865)
- Hydatophylax koizumii (M. Iwata, 1928)
- Hydatophylax magnus A.V. Martynov, 1914
- Hydatophylax minor T. Nozaki, 2004
- Hydatophylax nigrovittatus (R. McLachlan, 1872)
- Hydatophylax primoryensis Nimmo, 1995
- Hydatophylax sakharovi K. Kumanski, 1991
- Hydatophylax soldatovi (A.V. Martynov, 1914)
- Hydatophylax spartacus Schmid, 1950
- Hydatophylax variabilis (A.V. Martynov, 1910)
- Hydatophylax victor N. Banks, 1950